# Christine Ng Wing-Mei
Christine Ng Wing-Mei 伍詠薇 (Hongkong, 24 februari 1969) (jiaxiang: Guangdong, Taishan) deed in 1989 mee aan de Miss Asia Pageant van HKATV. Toen was ze ook zangeres. Nu is ze een TVB actrice. Ze spreekt Standaardkantonees en Standaardmandarijn. In december 1990 trouwde ze met haar eerste man, maar na dertien dagen overleed hij aan een hartinfarct. In juli 1999 trouwde ze met Lin Hoi-Tong 練海棠, een beroemdheid in de Hongkongse reclameindustrie.

## Filmografie
| jaar | titel                                                   | Rol              |
| ---- | ------------------------------------------------------- | ---------------- |
| 1995 | Justice Pao - echte en valse sierpoort 包青天之真假牌坊 | 朱蕙兰           |
| 1995 | Kam Nga Tai Chong II 金牙大狀II                         | 方甜影∕唐冠石    |
| 1996 | Cold Blood Warm Heart (天地男兒)                        | 羅惠芳           |
| 2000 | Incurable Traits (醫神華佗)                             | 張妙心           |
| 2000 | Ups and Downs (無業樓民)                                | 羅繡蘭           |
| 2000 | Lost in Love (大囍之家)                                 | 高嵐             |
| 2004 | Twins of Brother (大唐雙龍傳)                           | 傅君婥／傅君瑜   |
| 2005 | Misleading Track (奪命真夫)                             | Susan (余素心)   |
| 2005 | Wars of In-laws (我的野蠻奶奶)                          | 龍巧巧           |
| 2005 | Women on the Run (窈窕熟女)                             | Bonnie (陳邦妮)  |
| 2006 | Greed Mask (謎情家族)                                   | 司徒珊           |
| 2006 | Welcome to the House (高朋滿座)                         | Frances (章悅滿) |
| 2006 | C.I.B. Files (刑事情報科)                               | Emily (程美麗)   |
| 2006 | Hope for Sale (街市的童話)                              | 蘇由美           |
| 2007 | The Green Grass of Home (緣來自有機)                    | Stella (葉滿枝)  |
| 2007 | The Building Blocks of Life (建築有情天)                | Winnie (程慧儀)  |
| 2008 | The Silver Chamber of Sorrows (銀樓金粉)                | 程秀杏           |

- Biblioteca Nacional de España: XX4784933
- Bibliothèque nationale de France: cb14210951n (data)
- International Standard Name Identifier: 0000 0001 1574 166X
- Library of Congress Control Number: no2011162569
- MusicBrainz: f555480e-d037-472e-871f-901dbf5593c4
- Système universitaire de documentation: 248187732
- Virtual International Authority File: 71603954
- WorldCat: E39PBJwX6g84BTyghQBR9jfH4q